# Mildiu del girasol
El mildiu o enanismo del girasol es una de las enfermedades más importantes del cultivo de girasol (Helianthus annuus). Los síntomas de la enfermedad se manifiestan en todas las fases del crecimiento vegetativo, si bien los daños son más graves cuando los ataques se producen durante las fases iniciales del cultivo. Las plantas enfermas presentan clorosis alrededor de las nervaduras principales de las hojas. Esta clorosis se manifiesta especialmente en el haz de las hojas más jóvenes, comenzando desde la base de la hoja hacia el ápice. En el envés de las hojas, en concordancia con la clorosis de la cara superior, se puede observar un moho blanquecino constituido por micelio y fructificaciones asexuales del hongo. Las plantas atacadas presentan una reducción muy variable de su altura. De hecho, si no mueren, pueden llegar a crecer solo entre 10 y 50 cm. Los capítulos de las plantas enfermas quedan en posición horizontal, con el disco floral hacia arriba.
El agente causal es el hongo Plasmopara halstedii, cuya distribución en el mundo concuerda con la del cultivo de girasol. La mayoría de los países tienen reglamentaciones tendientes a evitar la introducción o difusión del parásito. Las fuentes de inóculo son las semillas, portadoras de oosporas —las esporas sexuales del patógeno— o los restos de cultivos infestados en campañas agrícolas previas. La presencia de oosporas en las semillas permite la introducción de esta enfermedad en campos, regiones o países que se hallan libres de este patógeno o de alguna de sus razas. 
El control de esta enfermedad se basa en la utilización de fungicidas específicos y en la resistencia genética. La eficacia de esta medidas depende en gran medida de la aparición de variantes en la población del patógeno. Con respecto al control químico, el curado de la semilla con el fungicida metalaxyl es la práctica más común y puede ser efectivo para evitar la infección primaria, pero su eficacia disminuye ante las infecciones secundarias, cuando la planta tiene más de ocho hojas, debido a una dilución del producto en esta etapa. 
Con respecto a la resistencia genética, se han identificado genes, denominados Pl, tanto en el material cultivado como en especies silvestres de Helianthus. Los primeros estudios clásicos sobre la herencia de la resistencia indicaron la presencia de genes dominantes simples, con interacciones hospedante-patógeno acordes a la teoría gen a gen. Observaciones posteriores indicaron que si bien algunos de estos genes conferían resistencia a una sola raza, otros lo hacían frente a dos o más razas. Inclusive se encontraron genes, tales como Pl6, Pl7, Pl8 y Pl15, efectivos para una gran mayoría de las razas conocidas. Los estudios de cartografía genética indican que algunos genes Pl están agrupados en el genoma formando «clústers».